# لبنان (كنتاكي)
لبنان (بالإنجليزية: Lebanon, Kentucky)‏ هي مدينة تقع في مقاطعة ماريون، كنتاكي بولاية كنتاكي في وسط جنوب شرق الولايات المتحدة. تبلغ مساحة هذه المدينة 7.1 (كم²)، وترتفع عن سطح البحر م، بلغ عدد سكانها 6331 نسمة في عام 2010 حسب إحصاء مكتب تعداد الولايات المتحدة وتصل الكثافة السكانية فيها 891.7 نسمة/كم2.

## أعلام
- جورج إيلدر
- فيل سيمس
- كليمنت إس. هيل
- جون لانكستر سبالدينغ

## وصلات خارجية
- lebanon.ky.gov
- The US50 - Cities and Towns in Kentucky State